# Battaglia di Saorgio (1793)
La prima battaglia di Saorgio fu uno scontro verificatosi l'8 giugno 1793 che vide contrapporsi l'esercito francese comandato da Gaspard de Brunet e l'esercito austro-piemontese guidato da Joseph Nikolaus De Vins. 
Dopo una vittoria parziale, le forze francesi furono bloccate dalle truppe della coalizione.

## Antefatti
Durante l'inverno del 1792, la Francia inviò due armate proprio al confine col Regno di Sardegna. A nord, si trovava l'Armée des Alpes comandata dal generale Kellermann, mentre a sud fu inviata l'Armata d'Italia, guidata da Jacques Bernard d'Anselme, di stanza a Nizza. Anselme voleva organizzare una spedizione navale contro Roma, tuttavia il governo francese respinse la sua richiesta, continuando a sottolineare l'importanza di attaccare il Piemonte. Anselme fu dunque sospeso dal suo incarico il 16 dicembre 1792 e fu temporaneamente sostituito con Gaspard de Brunet.

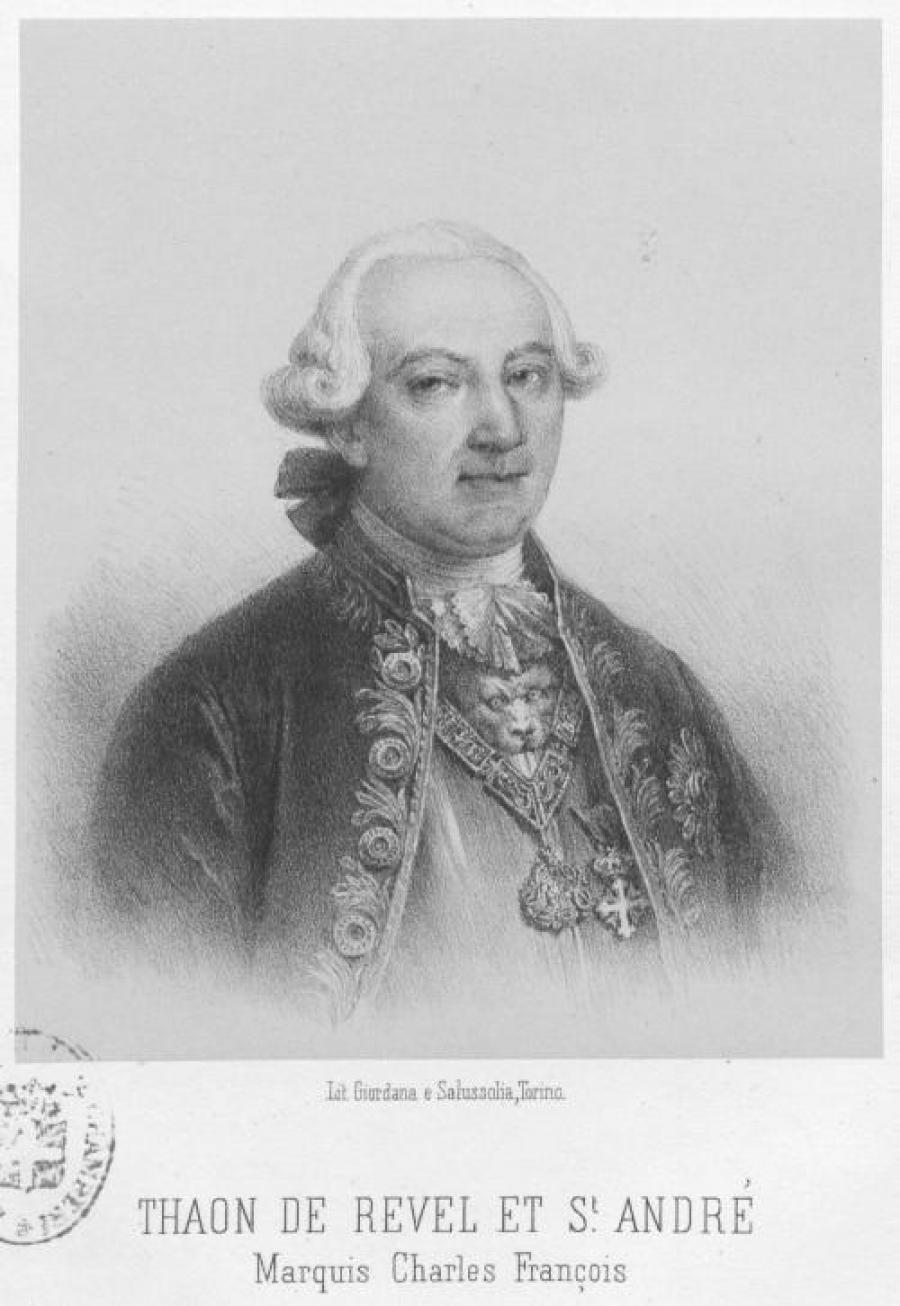
Carlo Thaon di Sant'Andrea ritratto nel 1800.

Temendo per l'incolumità del suo regno, nel 1792, Vittorio Amedeo III chiese all'Austria di inviare un'armata a difenderli e il 21 dicembre quest'ultima inviò un piccolo contingente comandato dal generale Joseph Nikolaus De Vins. L'arrivo dell'esercito austriaco allarmò i francesi, i quali aprirono immediatamente un canale diplomatico con i piemontesi, nella speranza che Vittorio Amedeo III congedasse l'amata austriaca. Tuttavia, il 21 gennaio 1793, l'esecuzione di Luigi XVI indusse Vittorio Amedeo III a chiudere ogni rapporto diplomatico con la Francia. Il re piemontese iniziò allora a organizzare il dispiegamento delle truppe sul confine, al fine di prevenire un possibile attacco francese. Il duca del Monferrato controllava un manipolo di truppe collocate sul colle del Piccolo San Bernardo, prevenendo una possibile invasione francese che passasse dalla Valle d'Aosta. Giuseppe Amedeo Sallier de la Tour, marchese di Cordon, comandava 14 battaglioni che controllavano la Val di Susa, mentre il generale Giovanni Provera controllava il Colle dell'Agnello, nei pressi del Monviso. Ancora più a sud, il marchese Carlo Thaon di Sant'Andrea stanziò fra i 10 000 e i 12 000 soldati per difendere Saorgio.
Dopo un iniziale scontro a Levenzo che vide prevalere le truppe repubblicane, la Francia rivoluzionaria ordinò l'attacco contro Saorgio.

## La battaglia
L'esercito piemontese occupava principalmente il paese di Saorgio e i dintorni. Infatti, da Saorgio si estendeva una lunga linea di fortificazioni, che iniziava dalla sponda occidentale della Roia proseguendo verso ovest e attraversando il Massiccio dell'Authion e il Col de Braus, mentre il villaggio di Roquebillière segnava l'estremità occidentale della linea. Nonostante l'efficiente organizzazione militare e strategica delle truppe austro-piemontesi, queste ultime furono molto svantaggiate dai continui asti fra i generali austriaci De Vins e Colli e il loro superiore Carlo Thaon, il che rese frequenti gli atti di ammutinamento.

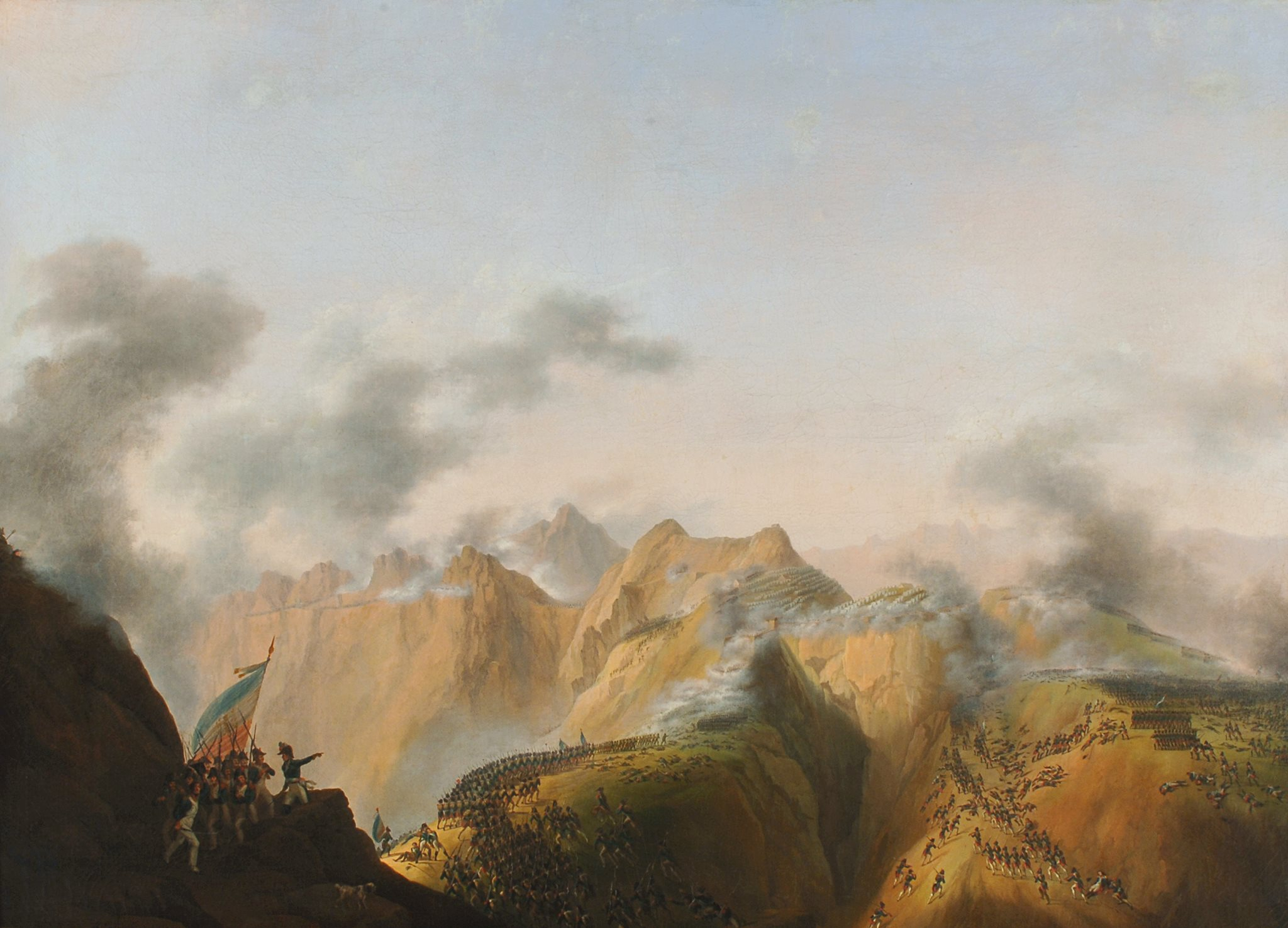
Battaglia dell'Authion, P. Righini, dipinto del 1832

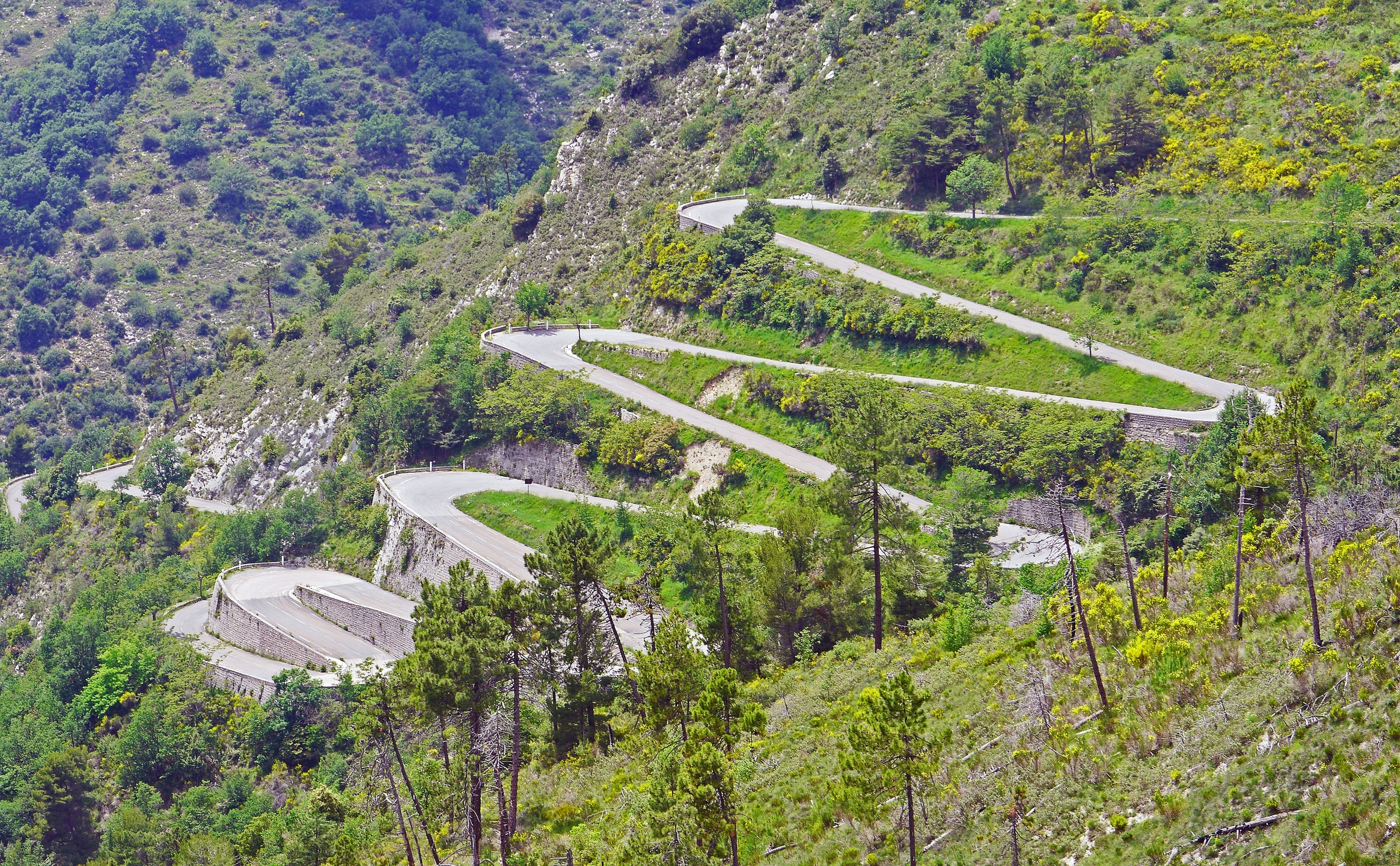
Col du Braus oggi

Preoccupato dall'avvistamento di navi spagnole nelle acque di fronte a Nizza, Brunet decise di affrettare l'attacco, per cacciare immediatamente gli austro-piemontesi oltre alle Alpi e poter fronteggiare la minaccia posta alla città senza altre preoccupazioni. Queste furono le disposizioni date per il giorno 8 giugno: Dumerbion avrebbe impegnato la destra del conte Sant'Andrea sui colli di Braus, Pérus e Liniéres; Brunet stesso si era riservato l'assalto al Milleforche mentre Sérurier, partendo da Belvedere avrebbe dovuto stabilirsi sulla cima di Raus e tagliare la ritirata del centro e della sinistra dell'esercito nemico.
Il piano, per quanto ben congegnato, era comunque destinato a fallire: era evidente che il compito più gravoso spettasse a Sérurier mentre quello più leggero a Dumerbion, ma durante la fase di distribuzione delle truppe per l'offensiva il gruppo più nutrito fu assegnato al secondo mentre al futuro maresciallo dell'Impero venne assegnato un quantitativo di truppe palesemente insufficiente per svolgere al meglio la manovra programmata.
Dumerbion ebbe il maggior successo. Miackousky con una brigata dell'ala destra avanzò su Lignères, e spostò l'accampamento trincerato su questa montagna.Tenando di approfittare dell'ardore delle sue truppe, Dumerbion inviò una colonna per attaccare le trincee del Col de Pérus. Favoriti da un'astuzia che distolse il nemico dalle loro posizioni, i francesi attaccarono inaspettatamente gli austro-sardi e si impadronirono delle loro trincee: il momento era favorevole per impadronirsi di Brouis. Attaccarono e lo presero con successo. Il conte Sant'Andrea, per non essere inseguito fino a Saorgio, dovette ritirarsi con la massima fretta, abbandonando parte del suo equipaggiamento e degli effetti dell'accampamento.
Nel frattempo Brunet si era avvicinato con successo al campo di Fougasse o al Donjon con la brigata Ortomann, e a Molinetto con quella di Gardanne. Dopo aver preso queste postazioni, il campo di Milleforche venne attaccato: una colonna guidata da Drûnet marciò verso una ridotta armata di 8 piccoli cannoni, situata sulla cresta del colle; un secondo si diresse verso il bosco che separava l'accampamento di Marthe da quello dei Milleforche ed infine Ortomann dovette andare contro il Cappella che da questo punto comunicava con il Raus. Alcuni distaccamenti della colonna di Brunet erano già entrati nell'accampamento, quando furono attaccati dalla riserva nemica e, non essendo appoggiati, furono rovesciati e danneggiati. La piccola colonna, scontrandosi frontalmente con la ridotta, fu presa da un improvviso terrore e si dileguò nella valle del Bevera in completo disordine. Ortomann, arrestato al suo fianco dalle truppe che difendevano il Cappella, si ritirò con più ordinatamente, pur essendo costretto a resistere sotto il fuoco dell'artiglieria nemica.
Sérurier non era stato più fortunato alla Cima di Raus: partendo dal suo accampamento sul monte Tuesch, si divise in 3 colonne;la sua destra, che doveva girare il trinceramento presidiato dal reggimento svizzero di Christen, scelse il punto più difficile per provare la manovra e venne assalita da alcuni battaglioni piemontesi. Era sul punto di soccombere, quando Sérurier corse in suo aiuto, e Micas con la sua colonna di sinistra, sebbene stesse avendo maggiore successo, dovette assistere alla ritirata delle altre due colonne impotente. Queste truppe dell'ala sinistra ripresero la loro posizione di Tuersch, poiché quelle del centro erano tornate all'accampamento di Donjon o di Argenta.

## Conseguenze
Il risultato non eclatante causò delle notevoli ripercussioni per il generale Brunet: già visto con sospetto a causa dei suoi natali nobili, venne costretto dalla Convenzione a combattere nuovamente nel giro di pochi giorni, nella speranza di ottenere una vittoria decisiva. Il 12 giugno questo attacco avvenne ma fu respinto su tutto il fronte dalle forze piemontesi di Colli.
Dopo che Brunet tentò nuovamente di attaccare Saorgio nel luglio del 1793, l'anno successivo, Bonaparte, nuovo ufficiale d'artiglieria dell'Armata d'Italia, elaborò una strategia differente. L'esercito francese avrebbe dovuto conquistare, passando attraverso la Repubblica di Genova, Oneglia e aggirare Saorgio da est. Tale strategia fu messa in atto il 2 aprile 1794 e quattro giorni dopo incominciò la seconda battaglia di Saorgio nella quale i francesi conquistarono Oneglia, Ormea, Garessio e il 28 aprile Saorgio, sconfiggendo le truppe austro-piemontesi comandate da Michele Colli.